# Anisodes hirtipalpis
Anisodes hirtipalpis là một loài bướm đêm trong họ Geometridae.